# ナナ・アレクサンドリア
ナナ・アレクサンドリア（グルジア語: ნანა ალექსანდრია、英: Nana Alexandria、1949年10月13日 - ）は、ジョージアの女子チェス選手。女子世界チェス選手権で、2度挑戦者となった。
当時ソビエト連邦の構成国だったグルジア共和国のポティに生まれた。1966年に女子インターナショナルマスター (WIM) 、1976年に女子グランドマスター (WGM) のタイトルを手にし、1966年、1968年、1969年の計3度、ソ連女流チャンピオンとなった。女子世界選手権では1975年と1981年の2度挑戦者となりマッチを戦ったが、前者ではノナ・ガプリンダシヴィリに敗れ、後者ではマイア・チブルダニゼに引き分け防衛を許した。チェス・オリンピアードにも1969年、1974年、1978年、1980年、1982年、1986年の計6度、ソ連代表として出場し、1980年代のソ連黄金期に多大な貢献を果たした。
エロレーティングの自己ベストは1988年の2415点。1986年から2001年まで世界チェス連盟 (FIDE) 女子委員会の委員長を務めた。現在もFIDEに勤めている。